# Даріуш Яворський
Даріуш Славомір Яворський (пол. Dariusz Sławomir Jaworski, 6 жовтня 1961, Равич, Польща) — польський письменник, журналіст, публіцист, викладач університету, заступник мера міста Познань, директор Інституту книги.

## Біографія
Народився Даріуш Яворський 6 жовтня 1961 року у польському місті Равич. Закінчив гуманітарний факультет Люблінського католицького університету. Згодом закінчив аспірантуру в Познанській школі банківської справи.
У 1991—1993 роках він був вчителем польської мови в середніх школах Любліна.
До 1995 року він також працював академічним викладачем у KUL, де викладав етику та історію філософії.
У 1996—1997 роках він був речником Познанського технологічного університету, а в той час був також керівником університетського журналу «Політехнік». Професійно також пов'язаний з журналістикою, в тому числі як кореспондент і журналіст щоденників «Життя» (англ. Życie) і «Голос Великої Польщі» (англ. Głos Wielkopolski), а також щомісячного «По дорозі» (англ. W Drodze).
У 1999—2007 роках — працівник відомого видання «Газета Виборча» (англ. Gazeta Wyborcza) в Познані.
З 2005 року — заступник головного редактора цього видання. У 2007—2010 роках він був першим заступником головного редактора та керівником національного відділу «Щотижневий універсал» (англ. Tygodnik Powszechny). Пізніше став директором муніципального видавництва міста Познань..
З січня 2012 року до грудня 2014 року був заступником президента міста Познань. На виборах 2014 року його обрали радником цього міста зі списку виборчого комітету Рішарда Гробельні.
4 квітня 2016 року він став директором Інституту книги.
На місцевих виборах 2018 року не балотувався.